# Offshore-Windpark Nordseecluster

Lage der NC-Parks innerhalb der Windparks in der Deutschen Bucht

Nordseecluster ist der Name von insgesamt vier geplanten Offshore-Windparks in der deutschen Nordsee, die insgesamt auf eine Kapazität von ca. 1,6 GW kommen sollen. Das Projekt soll in zwei Phasen errichtet werden, die als Nordseecluster A und B bezeichnet werden. Alleiniger Projektentwickler ist seit Mai 2023 RWE. Die norwegische Norges Bank Investment Management erwarb nahezu die Hälfte am Vorhaben. Die Parks sollen zwischen 2027 und 2029 ans Netz gehen.

## Planung

### Nordseecluster A
Die ersten zwei Windparks (Nordseecluster A) mit einer Gesamtkapazität von 660 MW sollen auf den 2021 ausgeschriebenen Flächen N-3.7 und N-3.8 entstehen und befinden sich in der Bauvorbereitungsphase. Am 25. Juni 2024 erließ das Bundesamt für Seeschifffahrt und Hydrographie die beiden Planfeststellungsbeschlüsse auf Grundlage des WindSeeG für die Errichtung und den Betrieb der 44 Windkraftanlagen. Mit diesen Genehmigungen soll der Bau 2025 beginnen, der kommerzielle Betrieb 2027.

#### Teilprojekt N-3.7
Die Fläche N-3.7 befindet sich in der Nachbarschaft zu den drei Offshore-Windparks Gode Wind 1, Gode Wind 2 und Gode Wind 3 und hatte ursprünglich den gleichen Namen Gode Wind. Mit der Umstellung auf das Ausschreibungssystem nach dem Windenergie-auf-See-Gesetz hat sich die RWE Renewables Offshore Development Two GmbH zum Gebotstermin im September 2021 einen Zuschlag über 225 MW gesichert. RWE hat sich damit die Netzanschlusskapazität reserviert und verzichtet mit einem Gebotspreis von 0,00 Cent pro Kilowattstunde auf eine staatlich subventionierte Marktprämie nach dem Erneuerbare-Energien-Gesetz.

#### Teilprojekt N-3.8
Die Fläche N-3.8 befindet sich in der Nachbarschaft zu den beiden Offshore-Windparks Gode Wind 1 und Gode Wind 2 und hatte ursprünglich den Namen Nordsee 2. Das Projekt wurde zunächst von der Unternehmensgruppe Enova aus Bunderhee entwickelt und von Innogy erworben. Später erfolgte eine Rechtsnachfolge auf RWE. Mit der Umstellung auf das Ausschreibungssystem nach dem Windenergie-auf-See-Gesetz hat sich zunächst die EDF Offshore Nordsee 3.8 GmbH zum Gebotstermin im September 2021 einen Zuschlag über 433 MW gesichert. Für die Fläche bestand allerdings ein Eintrittsrecht zugunsten der Nordsee Two GmbH, die wiederum RWE und Northland Power gehörte und die in den Gebotspreis von 0,00 Cent pro Kilowattstunde der EDF einstieg und sich somit die Netzanschlusskapazität reservierte. Später übernahm RWE das Teilprojekt vollständig.

#### Netzanbindung
Die Windkraftanlagen im Nordseecluster A mit insgesamt 658 MW werden über Mittelspannungskabel mit zwei Umspannplattformen im Windpark verbunden, die den Dreiphasenwechselstrom (Drehstrom) auf Hochspannung von 155 kV transformieren. Die Umspannplattformen werden vom französischen Schiffsbauunternehmen Atlantique Offshore Energy im Auftrag von RWE gebaut. Von dort aus wird der Strom mittels einer Seekabel-Verbindung an das Offshore-HGÜ-System DolWin6 des Übertragungsnetzbetreibers Tennet TSO geleitet. Die Konverterplattform DolWin kappa hat insgesamt eine Kapazität von 900 MW. Dort schließt auch der Offshore-Windpark Gode Wind III an. Nach Umwandlung in Gleichstrom erfolgt die Übertragung über 90 km (davon 45 km Seekabel und 45 km Erdkabel) zur Konverterstation Emden/Ost bei Borssum.

### Nordseecluster B
Die zwei Windparks für Nordseecluster B sollen auf den Flächen N-3.5 und N-3.6 entstehen, die im August 2023 ausgeschrieben wurden. RWE verfügte über Eintrittsrechte für die Flächen, konnte sich aber unmittelbar bei der Ausschreibung durchsetzen.

#### Teilprojekt N-3.5
Die Fläche N-3.5 befindet sich in der Nachbarschaft zum Offshore-Windpark Nordsee One und hatte den ursprünglichen Namen Nordsee 3. Das Projekt wurde zunächst von der Unternehmensgruppe Enova entwickelt und von Innogy erworben. Später erfolgte eine Rechtsnachfolge auf RWE. Mitte 2023 übernahm RWE das Teilprojekt vollständig. Mit der Umstellung auf das Ausschreibungssystem nach dem Windenergie-auf-See-Gesetz hat sich RWE mit der Nordseecluster B GmbH zum Gebotstermin im August 2023 einen Zuschlag über 420 MW gesichert. Die Höhe des Gebotswerts wurde nicht mehr veröffentlicht.

#### Teilprojekt N-3.6
Die Fläche N-3.6 befindet sich in der Nachbarschaft zum Offshore-Windpark Nordsee One und geht zurück auf die von der Unternehmensgruppe Enova aus Bunderhee entwickelten Offshore-Windparks Delta Nordsee 1 und 2. Die Projektrechte hatte zunächst E.ON erworben und später an RWE übertragen. In der Ausschreibung nach dem Windenergie-auf-See-Gesetz hat sich RWE mit der Nordseecluster B GmbH zum Gebotstermin im August 2023 einen Zuschlag über 480 MW gesichert. Die Höhe des Gebotswerts wurde nicht mehr veröffentlicht.

#### Netzanbindung
Die Windkraftanlagen im Nordseecluster B mit insgesamt 900 MW werden über das Offshore-HGÜ-System DolWin4 der Amprion angebunden. Das System führt bis nach Hanekenfähr im südlichen Emsland. Auf dem Abschnitt zwischen Emden und Lingen wird Amprion die Trasse mit den HGÜ-System A-Nord in Parallelführung bündeln. In Hanekenfähr befindet sich eine Umspannanlage, an die bislang das Kernkraftwerk Emsland an das Übertragungsnetz anschloss.

## Betrieb
Im Auftrag von RWE wird der Schifffahrtsdienstleister Clarkson einen neuen Stützpunkt für Wartung und Service am Hafenbecken Beatrixhaven im niederländischen Eemshaven errichten.